# Dunlap (Tennessee)
Dunlap è una città degli Stati Uniti d'America, situata nello Stato del Tennessee, nella Contea di Sequatchie, della quale è il capoluogo.